# Vultures 2
Vultures 2 è il secondo album in studio del superduo statunitense ¥$, pubblicato il 3 agosto 2024 dalla YZY.
Annunciato il 23 gennaio 2024, viene infine distribuito il 3 agosto 2024, è il secondo volume della trilogia Vultures pianificata dal superduo.

## Antefatti
Il 23 gennaio 2024 West ha condiviso sul suo profilo Instagram un post attraverso il quale ha annunciato che Vultures sarebbe stata una trilogia di album, i cui capitoli sarebbero stati pubblicati, rispettivamente, il 9 febbraio, l'8 marzo e il 5 aprile 2024. Vultures 1 è stato pubblicato il 10 febbraio e il 25 febbraio il produttore Timbaland ha affermato che il secondo volume era "in arrivo", mentre il 3 marzo il rapper French Montana ha annunciato che vi avrebbe partecipato, condividendo un video in studio insieme al duo. Tuttavia, l'8 marzo Vultures 2 non è stato pubblicato, ma il giorno successivo i due hanno pubblicato la copertina dell'album sui propri profili social, ritraente Ty Dolla Sign mascherato che tiene in mano la foto del proprio fratello incarcerato, Big TC. Cinque giorni dopo, West ha affermato che lui e Ty Dolla Sign lo stessero ancora finendo di registrare. Il 14 marzo degli audio ripper dei brani River, Everybody, Worship, Promotion, Slide e Field Trip sono stati resi disponibili come suoni su TikTok e Instagram.
Successivamente, l'uscita dell'album è stata posticipata al 3 maggio, ma nuovamente West e Ty Dolla Sign non lo hanno pubblicato, senza stavolta fornire spiegazioni ai fan.
Il 24 aprile, la rivista di musica Rolling Stone ha affermato che avrebbe fatto parte del disco un brano intitolato Let Me Chill Out, contenente le collaborazioni del compianto Takeoff e di Rich the Kid e YoungBoy Never Broke Again. Il 22 giugno, Ty Dolla Sign è stato intervistato per la copertina di Billboard; durante l'intervista ha fatto ascoltare alcuni brani tratti dall'album e ha spiegato che, nonostante lui e West avessero terminato di registrarlo, volessero provare a "andare più in grande del primo [Vultures 1]". Il 9 luglio Rich the Kid ha condiviso una serie di messaggi tra lui e West, nei quali quest'ultimo annunciava il suo ritiro dalla musica; nonostante ciò, tre giorni dopo West è apparso nel singolo No Apologies di Consequence.

## Pubblicazione e controversie
Il 31 luglio 2024 è stato annunciato sul sito web di Yeezy che sarebbe stato pubblicato tre giorni più tardi, ma poco dopo l'annuncio è stato rimosso senza alcune spiegazione. Il 2 agosto il singolo Slide è stato distribuito sul sito e sulle piattaforme di streaming e, poche ore dopo, sul canale YouTube di West è stato reso disponibile lo streaming di un evento di ascolto dell'album, che è stato pubblicato a sorpresa il giorno successivo sulle principali piattaforme di streaming e sullo store iTunes.
Poco dopo la sua pubblicazione, l'album si è subito trovato al centro di controversie per l'utilizzo non autorizzato del campionamento del singolo del 2008 Machine Gun dei Portishead nella traccia Field Trip; il cantante della band Geoff Barrow ha espresso la sua contrarietà all'utilizzo del campionamento. Anche l'artista Swsh, il cui brano Break the Fall in versione acustica è stato campionato da West in 530, ha affermato di non avere autorizzato il campionamento, senza tuttavia proibirne l'utilizzo. Inoltre, i fan hanno subito accusato West di avere utilizzato l'intelligenza artificiale per creare le sue strofe in Field Trip e Sky City, affermando che in realtà nella prima fosse Ty Dolla Sign a cantare e che nella seconda fosse CyHi the Prince, entrambi coperti da un filtro vocale con la voce di West.
Il 7 agosto la prima edizione deluxe del progetto è stata pubblicata sul sito di Yeezy al prezzo di cinque dollari, contenente versioni aggiornate dei brani e la traccia bonus Take Off Your Dress. Il giorno successivo sono state rese disponibili allo stesso prezzo altre quattro riedizioni dell'album, ognuna con aggiornamenti in tempo reale dei brani e una traccia bonus ciascuno: Believer, Gun to My Head in collaborazione con Kid Cudi, Drunk in collaborazione con Peso Pluma e Kodak Black e Can U Be in collaborazione con Travis Scott.

### Modifiche successive alla pubblicazione
Dopo le reazioni negative dei fan relative al missaggio e al mastering del progetto, West ha annunciato che gli aggiornamenti sarebbero stati resi disponibili "in tempo reale", cosa già successa al rapper con i progetti Yeezus (2013), The Life of Pablo (2016) e Donda (2021). Il primo aggiornamento è stato fornito il 6 agosto, contenente un nuovo missaggio per le tracce River e Fried, un nuovo bridge cantato da Ty Dolla Sign in 530 e altre modifiche a Field Trip, Sky City, Dead e Time Moving Slow, oltre a varie modifiche al brano My Soul, nel quale è stato invertito l'ordine delle strofe, è stato aggiustato un errore di missaggio ed è stato aggiunto un ritmo creato campionando i suoni emessi dalle sbarre della cella di Big TC. Il 16 agosto è stato aggiornato il brano Forever, al quale è stata aggiunta di un'ulteriore strofa di West.

## Tracce
1. Slide – 3:17 (Ye, Tyrone Griffin, Jr., Frederick Gibson, Aswad Asif, Ryder Bucaro, Chase Lieberman, Arturo Fratini, Peter Lee Johnson, Leon Thomas III, London T. Holmes)
2. Time Moving Slow – 2:39 (Ye, Tyrone Griffin, Jr., Shraban Baishnab, Orlando Wilder, Azul Wynter, Nathan Butts, Charles Njapa, Adam Kain, AJ Roth, Charity Joy Brown, Julian Sago)
3. Field Trip – 2:43 (Ye, Tyrone Griffin, Jr., Jordan Carter, Caleb Toliver, Bill Kapri, Edin Jakupovic, Wesley Glass, Dylan Cleary-Krell, Christopher Dotson, Lindley, Aswad Asif, Gabriel Shaddow)
4. Fried – 2:46 (Ye, Tyrone Griffin, Jr., Christopher Dotson, Grant Dickinson, Nasir Pemberton, Mark Williams, Raul Cubina)
5. Isabella – 0:08
6. Promotion – 2:38 (Ye, Tyrone Griffin, Jr., Nayvadius Wilburn, Krishna Bissessar, Aswad Asif, Christopher Dotson, Lindley, London Holmes)
7. 530 – 4:48 (Ye, Tyrone Griffin, Jr., John Cunningham, Michael Mulè, Isaac De Boni, Jahmal Gwin, Evan Mast, Gabriel Shaddow, Issiah Avila, Bobby Ross Avila, Maxie Ryles III, Tiwan Raybon)
8. Dead – 4:23 (Ye, Tyrone Griffin, Jr., Nayvadius Wilburn, Durk Banks, Jacob Canady, Glass Holmes)
9. Forever Rolling – 3:14 (Ye, Tyrone Griffin, Jr., Dominique Jones, Jeffrey Jones Jr., Henning Grüschow, Aaron Butler, Leon Thomas III, Matthew Robinson)
10. Bomb – 2:31 (Ye, North West, Chicago West, Lindley, Noah Madrid, Kevin Dias, Elijah Kordano, Adam Kain, AJ Roth, Charity Joy Brown, Julian Sago)
11. River – 4:07 (Ye, Tyrone Griffin, Jr., Young Thug, Nasir Pemberton, Aswad Asif, Jordan Jenks, Wesley Singerman, Taylor Dexter, Caleb Selby, Jeffrey Lamb, Christopher Dotson, Lindley, London Holmes)
12. Forever (precedentemente chiamata Maybe) – 2:15 (Ye, Tyrone Griffin, Jr., Christopher Dotson, Gabriel Shaddow)
13. Husband – 2:17 (Ye, Malik Yusef, Mark Jenkins, Dylan Cleary-Krell)
14. Lifestyle – 3:23 (Ye, Tyrone Griffin, Jr., Dwayne Carter Jr., Wesley Glass, Michael Mulè, Isaac De Boni, Nico Baran, Christopher Dotson, Dylan Cleary-Krell, Gabriel Shaddow)
15. Sky City – 4:22 (Ye, Tyrone Griffin, Jr., Danielle Balbuena, Sidney Selby III, Cydel Young, Jahmal Gwin, Timothy Mosley, James Royo, Michał Suski, Angel Lòpez, Federico Vindiver, Michael Dean, Gabriel Shaddow)
16. My Soul – 4:11 (Ye, Tyrone Griffin, Jr., Jabreal Muhammad, Jahmad Gwin, Michael Mulè, Isaac De Boni, Charles Njapa, 30 Roc, Samuel Gloade, Rory Noble, Darhyl Camper Jr., Aaron Sunday, Israel Boyd, Mark Mbogo, Anthony Clemons, Jr.)

Durata totale: 49:42
Prima edizione deluxe
1. Take Off Your Dress

Seconda edizione deluxe
1. Believer

Terza edizione deluxe
1. Drunk

Quarta edizione deluxe
1. Gun To My Head

Quinta edizione deluxe
1. Can U Be

Note
- Time Moving Slow contiene vocali aggiuntivi degli ultras della Curva Nord dell'Inter.
- Field Trip contiene vocali non accreditati di Don Toliver, Playboi Carti e Kodak Black.
- Fried contiene vocali aggiuntivi degli ultras della Curva Nord dell'Inter.
- Promotion contiene vocali non accreditati di Future.
- Dead contiene vocali non accreditati di Future e Lil Durk.
- Forever Rolling contiene vocali non accreditati di Lil Baby.
- Bomb contiene vocali non accreditati di North West, Chicago West e Yuno Miles.
- River contiene vocali non accreditati di Young Thug e vocali aggiuntivi degli ultras della Curva Nord dell'Inter e di Charlie Wilson.
- Lifestyle contiene vocali non accreditati di Lil Wayne.
- Sky City contiene vocali non accreditati di 070 Shake, Desiigner e CyHi e vocali aggiuntivi di The-Dream e Ant Clemons.
- My Soul contiene vocali non accreditati di Big TC e vocali aggiuntivi di Todd Rundgren e del Sunday Service Choir.
- Drunk contiene vocali non accreditati di Peso Pluma e Kodak Black.[21]
- Gun to My Head contiene vocali non accreditati di Kid Cudi.[21]
- Can U Be contiene vocali non accreditati di Travis Scott e un estratto da un dialogo del film del 2012 Il lato positivo - Silver Linings Playbook.[22]